# Edward Seidensticker
Edward George Seidensticker (11 de febrero de 1921 - 26 de agosto de 2007) fue un nipólogo estadounidense experto en literatura del período Heian, mundialmente conocido por su traducción de "Genji Monogatari" al inglés (1976).

## Biografía
Edward G. Seidensticker nació en Castle Rock, Colorado (Estados Unidos). Durante la Segunda Guerra Mundial aprendió japonés en la Marina estadounidense, cuerpo en el que trabajó como experto en este idioma. Durante su servicio de armas tomó parte en la Batalla de Iwo Jima y en la posterior ocupación aliada del arquipiélago nipón.
Tras la guerra regresó a Estados Unidos para proseguir estudios de postgrado en la Universidad de Columbia. Volvió a Japón en 1948 para trabajar para el Departamento de Estado de su país. Posteriormente abandonó este puesto para consagrarse al estudio de la literatura japonesa en la prestigiosa Universidad de Tokio (Tōkyō Daigaku).
Regresó a América en 1962, aunque sus viajes y largas estancias en Japón fueron constantes hasta el final de sus días. Enseñó en las universidades Sofía (Jōchi Daigaku, Tokio), de Standford y Míchigan. En 1977 obtuvo una plaza en la Universidad de Columbia, donde continuó hasta su jubilación en 1985. Era profesor emérito de este centro en la fecha de su fallecimiento. Durante los últimos veinte años de su vida repartió su tiempo entre Tokio y Honolulu.
Durante la primavera de 2007 fue hospitalizado tras una caída fortuita sufrida cerca de su casa de la capital japonesa. La tarde de uno de los días más caluroso de aquel verano, el domingo 26 de agosto, murió, rodeado de algunos de sus numerosos amigos, en el mismo centro en el que fuera ingresado tras su accidente.
Su gran humanidad, su espíritu sensible y el aprecio con el que trataba en cualquier momento a quienes se encontraban a su alrededor le hacían una persona especialmente querida dentro y fuera de la comunidad japonológica internacional. Su extraordinario sentido del humor se hace patente en las palabras que dedicara a la obra de su amigo Tadashi Ikeda Classical Japanese Grammar Illustrated with Texts (1975), palabras que aparecen en la contraportada del libro: "Quienes tienen confianza en su conocimiento de la gramática antigua [del japonés] sin duda preferirán escribir manuales para ellos mismos, y en éstos demostrarán que las raíces son realmente terminaciones y las terminaciones raíces; pero para los que, como yo, tenemos unas nociones más bien endebles en tal materia el presente libro nos va a resultar realmente útil."

## Obra
Realizó la primera traducción completa del clásico de Murasaki Shikibu Genji Monogatari (siglo X), con la que liberó a esta obra maestra de la imagen que había proyectado sobre ella la anterior versión no íntegra del genial pionero de los estudios japoneses en Occidente, el británico, profesor de la Universidad de Londres, Arthur Waley.
Se reconoce generalmente que sus traducciones de las novelas de Yasunari Kawabata (y las de su amigo y colega Donald Keene) sirvieron para abrir el camino a la concesión del premio Nobel al gran escritor nipón (1968). Además de El País de la Nieve produjo también versiones de los más reconocidos autores japoneses contemporáneos (con muchos de los cuales mantenía una gran amistad), como Junichiro Tanizaki (Las hermanas Marioka) o Yukio Mishima (La decadencia del ángel).
Durante el largo período de traducción del "Genji" llevó un diario posteriormente publicado como Genji Days. De él se ha hecho especialmente famosa su frase: "Hay días en que uno no puede sino convencerse de que eso de que el "Genji" es una joya de la literatura universal no es más que un invento admirable de Arthur Waley". Especialmente emotivo es su recuerdo de Kawabata al día siguiente del suicidio de éste, a cuya casa de Kamakura hizo un viaje relámpago en taxi, desde Tokio, nada más conocer la noticia. Es página memorable también aquella que dedica a Mishima tras una entrevista en que éste le confiesa su visión del mundo político japonés e internacional.